# Ramularia beccabungae
Ramularia beccabungae är en svampart som beskrevs av Fautrey 1892. Ramularia beccabungae ingår i släktet Ramularia och familjen Mycosphaerellaceae.   Inga underarter finns listade i Catalogue of Life.